# Micropilo
In botanica, il micropilo o la micropila è un'apertura o orifizio che si trova nella porzione apicale degli ovuli o rudimenti seminali.
Questo canaletto è delimitato da uno o due tegumenti dell'ovulo. In quest'ultimo caso, l'apertura limitata dal tegumento interno si denomina endostoma, l'apertura lasciata dal tegumento esteriore è detta esostoma e il micropilo si dice biestomatico.
Entrambe le aperture possono coincidere perfettamente o essere leggermente spostate. Nel secondo caso, quando si osserva l'ovulo longitudinalmente, il micropilo viene descritto come micropilo a zig-zag.